# Furio Almirante
Furio Almirante, noto anche come Furio e successivamente come Furio Mascherato, è un personaggio dei fumetti creato nel 1940 dal disegnatore Carlo Cossio ed esordito nel 1940 sull'albo L'Audace, divenendone presto uno dei cardini. Il personaggio ricorda Dick Fulmine, creato dallo stesso Cossio nel 1938, simile nel fisico e nell'aspetto. Successivamente verrà ripreso da Giovanni Luigi Bonelli che era subentrato come editore della testata. Disegnato inizialmente da Carlo Cossio, venne disegnato, inoltre, da Vittorio Cossio, Dino Attanasio e Lina Buffolente e Franco Bignotti. Con questo personaggio Bonelli inizierà la sua carriera di editore che porterà alla fondazione della Sergio Bonelli Editore.

## Biografia del personaggio
È un pugile italiano, forte e robusto con folti capelli castani ondulati, che è emigrato negli Stati Uniti verso il 1920 e che ha acquistato una fattoria in una regione boscosa del Missouri. In seguito all'arrivo di una lettera proveniente da Milano è costretto a viaggiare per il mondo (le prime storie sono ambientate in Sud America) e a vivere molte avventure in compagnia di un gorilla di nome Serafino. Insofferente verso le ingiustizie, ben presto impara a farsi giustizia da solo, proteggendo se stesso e i più deboli in un mondo in cui la legge è impotente. Durante la seconda guerra mondiale il personaggio indossa una divisa da soldato, facendo assumere un tono propagandistico al fumetto, mentre nel dopoguerra adotta una mascherina prendendo il nome di Furio Mascherato.

## Storia editoriale
Il personaggio ebbe una lunga vita editoriale pubblicato dalle Edizioni Audace prima e dalle Edizioni Araldo dopo (entrambe diverse denominazioni della futura Sergio Bonelli Editore) comparendo su varie testate dal 1940 al 1964. Inizialmente comparve sulla collana L'Audace sulla quale vennero pubblicati 43 racconti a fumetti che vennero poi tutti ristampati insieme a storie inedite su una nuova testata quasi omonima, Audace, dal 1945 al 1948; nel 1948 esordì una nuova collana Audace che alternava storie già pubblicate a inedite pubblicata fino al 1949; il personaggio ritornò con storie inedite nel 1964 in formato libretto edito dalle Edizioni Araldo per 40 numeri.

### L'Audace (1940-1943)
Il personaggio nacque sulle pagine de L'Audace nel 1940 per opera del disegnatore Carlo Cossio esordendo sui numeri dal 325 al 330. Successivamente Bonelli rilevò la rivista e fondò la Redazione Audace (la futura Sergio Bonelli Editore), e il personaggio divenne un personaggio di punta della neonata casa editrice venendo pubblicato sui numeri dal 331 del 18 gennaio 1941 al 463 del 12 dicembre 1943. Il primo numero del nuovo corso apre con la riproposizione della prima avventura del personaggio che accompagnerà tutto il percorso della testata. Dal n° 335 (15 febbraio 1941) le storie del personaggio vengono disegnate da Vittorio Cossio e dal n° 414 (10 settembre 1942) i testi passano a Giovanni Luigi Bonelli e la serie prosegue fino al n. 463 (12 dicembre 1943) fatta salva un'interruzione dal n° 402 al n° 413, divenendo dal n° 456 (5 settembre 1943) l'unico fumetto presente sulla testata. Nel n° 459 (17 ottobre 1943) si conclude il breve episodio del ciclo disegnato da Enrico Bagnoli."
Esistono due supplementi alla rivista dedicati interamente al personaggio: il nº 9 del 31 agosto 1942 (intitolato Nel ventre del colosso e avente 8 pagine al prezzo di 1 lira) e il nº 12 del 1º dicembre 1942 allegato al nº 10 di  (intitolato L'uomo dal pugno d'acciaio e contenente le storie già pubblicate sui numeri dal 381 al 399 e un foglio di figurine per un totale di 176 pagine al prezzo di 15 lire).

### Audace / Furio Mascherato (1945-1948)
Audace fu una serie pubblicata dalla Editrice Audace con formato verticale che ristampò per i primi 43 numeri storie già edite nell'Audace del 1940/41 per poi continuare con avventure inedite. Dal nº 68 la collana cambiò nome in Furio Mascherato continuando regolarmente la numerazione. Vennero pubblicati 105 albi dal settembre 1945 al 30 Giugno 1948 con periodicità variabile
Elenco albi
| N°  | Titolo                       | Data di pubblicazione |
| --- | ---------------------------- | --------------------- |
| 1   | X-1 Il pugilatore misterioso | Senza data            |
| 2   | L'uomo dal pugno d'acciaio   | Senza data            |
| 3   | Cerchio nero                 | Senza data            |
| 4   | Il segreto della busta rossa | Senza data            |
| 5   | L'idolo Azteco               | 15 ottobre 1945       |
| 6   | Il leopardo nero             | 22 ottobre 1945       |
| 7   | Il re dei cobra              | 8 novembre 1945       |
| 8   | L'eroe della giungla         | 17 novembre 1945      |
| 9   | La foresta in fiamme         | 30 novembre 1945      |
| 10  | La sconfitta del leopardo    | 15 dicembre 1945      |
| 11  | Il messaggio finale          | 20 dicembre 1945      |
| 12  | I fratelli del drago         | 30 dicembre 1945      |
| 13  | La scimitarra d'argento      | 10 gennaio 1946       |
| 14  | Furio alla riscossa          | 20 gennaio 1946       |
| 15  | La fumeria di Kin-Fo         | 30 gennaio 1946       |
| 16  | La gola della morte          | 10 febbraio 1946      |
| 17  | Il padrone del mistero       | 20 febbraio 1946      |
| 18  | Nel covo del drago           | 1º marzo 1946         |
| 19  | L'isola inaccessibile        | 10 marzo 1946         |
| 20  | La laguna degli squali       | 20 marzo 1946         |
| 21  | L'assalto al fortino         | 10 aprile 1946        |
| 22  | L'antro degli spiriti        | 20 aprile 1946        |
| 23  | Il cifrario segreto          | 3 maggio 1946         |
| 24  | L'aereo misterioso           | 13 maggio 1946        |
| 25  | Un fantasma a bordo          | 23 maggio 1946        |
| 26  | Lotta serrata                | 3 giugno 1946         |
| 27  | L'idolo fatale               | Senza data            |
| 28  | La taverna di San Diego      | Senza data            |
| 29  | Nel tempio del sole          | 3 luglio 1946         |
| 30  | Il segreto del lago          | 10 luglio 1946        |
| 31  | La fattoria maledetta        | 17 luglio 1946        |
| 32  | L'assalto dei puma           | 24 luglio 1946        |
| 33  | La caverna dell'orango       | 1º agosto 1946        |
| 34  | Il terrore della pampa       | 8 agosto 1946         |
| 35  | La trappola mortale          | 15 agosto 1946        |
| 36  | Il ciclone al luna park      | 22 agosto 1946        |
| 37  | Il pugilatore mascherato     | 29 agosto 1946        |
| 38  | Furio in pericolo            | 5 settembre 1946      |
| 39  | Il salto nel vuoto           | 12 settembre 1946     |
| 40  | I lupi del deserto           | 19 settembre 1946     |
| 41  | La cella sotterranea         | 26 settembre 1946     |
| 42  | Gli Urubù affamati           | 3 ottobre 1946        |
| 43  | Il re del circo              | 10 ottobre 1946       |
| 44  | I pirati del Mar Giallo      | 17 ottobre 1946       |
| 45  | Il mistero di Tai-Wan        | 24 ottobre 1946       |
| 46  | Il loto nero                 | 31 ottobre 1946       |
| 47  | Caccia all'uomo              | 7 novembre 1946       |
| 48  | Lotta mortale                | 14 novembre 1946      |
| 49  | Il drago all'opera           | 21 novembre 1946      |
| 50  | La taverna di Shangai        | 28 novembre 1946      |
| 51  | L'artiglio del drago         | 5 dicembre 1946       |
| 52  | La fine di Feng              | 12 dicembre 1946      |
| 53  | Il signore della folgore     | 19 dicembre 1946      |
| 54  | La sfida alla morte          | 26 dicembre 1946      |
| 55  | La valle della paura         | 2 gennaio 1947        |
| 56  | La morte bianca              | 9 gennaio 1947        |
| 57  | Il duello mortale            | 16 gennaio 1947       |
| 58  | Il pozzo tragico             | 23 gennaio 1947       |
| 59  | La morte in agguato          | 30 gennaio 1947       |
| 60  | Il traditore                 | 14 febbraio 1947      |
| 61  | La roccia rossa              | 28 febbraio 1947      |
| 62  | Il fiume di fuoco            | 14 marzo 1947         |
| 63  | L'ultima battaglia           | 4 aprile 1947         |
| 64  | La banda dei lupi            | 11 aprile 1947        |
| 65  | La miniera di Yemi           | 21 aprile 1947        |
| 66  | Il tranello infernale        | 30 aprile 1947        |
| 67  | Il serpente nero             | 10 maggio 1947        |
| 68  | Najka la strega              | 20 maggio 1947        |
| 69  | La gola del diavolo          | 30 maggio 1947        |
| 70  | A tu per tu con la morte     | 10 giugno 1947        |
| 71  | La morsa infernale           | 10 luglio 1947        |
| 72  | Il terrore del Rio Grande    | 20 luglio 1947        |
| 73  | Il segreto di El Paso        | 30 luglio 1947        |
| 74  | Verso la morte               | 10 agosto 1947        |
| 75  | La mano rossa                | 20 agosto 1947        |
| 76  | L'intrigo infernale          | 30 agosto 1947        |
| 77  | Il cadavere scomparso        | 20 settembre 1947     |
| 78  | La collana di Montezuma      | 30 settembre 1947     |
| 79  | Il ricatto di Mano Rossa     | 10 ottobre 1947       |
| 80  | La trappola                  | 20 ottobre 1947       |
| 81  | La corsa verso l'abisso      | 30 ottobre 1947       |
| 82  | L'attacco dei desperados     | 10 novembre 1947      |
| 83  | Il cavaliere nero            | 20 novembre 1947      |
| 84  | La vendetta di Castillo      | 30 novembre 1947      |
| 85  | Un messaggio misterioso      | 10 dicembre 1947      |
| 86  | La valle degli spettri       | 20 dicembre 1947      |
| 87  | Il disco d'oro               | 30 dicembre 1947      |
| 88  | Il tesoro maledetto          | 10 gennaio 1948       |
| 89  | Avventura a San Josè         | 20 gennaio 1948       |
| 90  | Gioco pericoloso             | 30 gennaio 1948       |
| 91  | L'intrigo di Lolita          | 10 febbraio 1948      |
| 92  | Il ciclone umano             | 20 febbraio 1948      |
| 93  | La vendetta di Diego         | 28 febbraio 1948      |
| 94  | La savana della morte        | 10 marzo 1948         |
| 95  | La rivincita di Furio        | 20 marzo 1948         |
| 96  | Il triangolo scarlatto       | 30 marzo 1948         |
| 97  | La melodia della morte       | 10 aprile 1948        |
| 98  | L'agguato degli Indù         | 20 aprile 1948        |
| 99  | Il Naja giustiziere          | 30 aprile 1948        |
| 100 | Nel covo dei caimani         | 10 maggio 1948        |
| 101 | Il bramino di Kalian         | 20 maggio 1948        |
| 102 | Il massacro di Tikkar        | 30 maggio 1948        |
| 103 | La pagoda rossa              | 10 giugno 1948        |
| 104 | La divoratrice sacra         | 20 giugno 1948        |
| 105 | La vergine nera              | 30 giugno 1948        |

### Audace (1948-1949)
Audace nota anche come Furio Mascherato fu la seconda serie incentrata sul personaggio pubblicata in formato orizzontale a striscia per 36 numeri settimanali al prezzo di 20 lire ciascuno; alternava storie già pubblicate a quelle inedite; la storia I contrabbandieri d’armi, con cui si conclude il ciclo del personaggio, ha termine in appendice alla collana Mani in alto!. Negli anni settanta il Golden Comics Club realizzò una ristampa anastatica dell'intera serie.
Elenco albi
| N° | Titolo                    | Data di pubblicazione |
| -- | ------------------------- | --------------------- |
| 1  | Il fiume sotterraneo      | 7 luglio 1948         |
| 2  | Nel regno di Chan-Lo      | 15 luglio 1948        |
| 3  | La città sommersa         | 23 luglio 1948        |
| 4  | La liberazione di Wu      | 30 luglio 1948        |
| 5  | Il soffitto mobile        | 6 agosto 1948         |
| 6  | Il coccodrillo d'oro      | 13 agosto 1948        |
| 7  | La morte nell'aria        | 20 agosto 1948        |
| 8  | La boscaglia in fiamme    | 27 agosto 1948        |
| 9  | La voce misteriosa        | 4 settembre 1948      |
| 10 | Zulema l'invisibile       | 11 settembre 1948     |
| 11 | Il caimano sacro          | 18 settembre 1948     |
| 12 | Le miniere della morte    | 25 settembre 1948     |
| 13 | La morte pendente         | 2 ottobre 1948        |
| 14 | Il tradimento di El-Hafis | 9 ottobre 1948        |
| 15 | Mabruka la strega         | 16 ottobre 1948       |
| 16 | Sangue sul trono          | 23 ottobre 1948       |
| 17 | L'appello misterioso      | 30 ottobre 1948       |
| 18 | Gli uomini leopardo       | 7 novembre 1948       |
| 19 | Nel pozzo della morte     | 13 novembre 1948      |
| 20 | Gli uomini orang          | 20 novembre 1948      |
| 21 | Nel cuore della giungla   | 27 novembre 1948      |
| 22 | Le sabbie mobili          | 4 dicembre 1948       |
| 23 | Il mostro umano           | 11 dicembre 1948      |
| 24 | L'uomo d'acciaio          | 18 dicembre 1948      |
| 25 | La valle del mistero      | 25 dicembre 1948      |
| 26 | Il ritorno dello spettro  | 1º gennaio 1949       |
| 27 | Radius il dominatore      | 8 gennaio 1949        |
| 28 | Ai confini dell'ignoto    | 15 gennaio 1949       |
| 29 | La rete fatale            | 22 gennaio 1949       |
| 30 | Nel covo di Radius        | 29 gennaio 1949       |
| 31 | Mistero nella foresta     | 5 febbraio 1949       |
| 32 | Chinatown                 | 12 febbraio 1949      |
| 33 | La Tong del loto          | 19 febbraio 1949      |
| 34 | Nella rete del dragone    | 26 febbraio 1949      |
| 35 | La darsena segreta        | 8 marzo 1949          |
| 36 | I contrabbandieri d'armi  | 15 marzo 1949         |

### Audace - Album Gigante (1950-1951)
Audace o Album Gigante fu una serie di grande formato di soli 3 albi spillati di 128 pagine, rispettivamente da 250, 150 e 150 lire ciascuno, pubblicati dalla Editrice Audace, che ristamparono i primi 43 numeri della prima serie di storie del personaggio già apparse sulla collana Audace (1945); il primo ripropone i numeri 1/19, il secondo i numeri 20/31 e il terzo i numeri 32/43; le copertine inedite vennero realizzate a tempera da Aurelio Galleppini.
Elenco albi
| N° | Titolo                | Data di pubblicazione |
| -- | --------------------- | --------------------- |
| 1  | Il segno del drago    | dicembre 1950         |
| 2  | La fattoria maledetta | gennaio 1951          |
| 3  | Morte nel deserto     | febbraio 1951         |

### Collana Araldo - Furio (1964-1965)
Collana Araldo o Furio fu una serie di albi in formato libretto dal costo di 50 lire ciascuno edito dalle Edizioni Araldo per 40 numeri. L'albo ripropone il personaggio in nuove storie scritte da Bonelli e disegnate da Franco Bignotti e in appendice venne pubblicato "Lobo Kid", personaggio di Gian Luigi Bonelli e Loredano Ugolini. La testata riporta all'interno la denominazione di "Collana Araldo" mentre in copertina il titolo e "Furio"; la collana verrà interrotta a ottobre del 1965 e sei mesi dopo (aprile 1966) esordirà la Nuova Collana Araldo con altri personaggi.
Elenco albi
| N° | Titolo                     | Data di pubblicazione |
| -- | -------------------------- | --------------------- |
| 1  | L'uomo dal pugno d'acciaio | 1º luglio 1964        |
| 2  | Il cerchio nero            | 8 luglio 1964         |
| 3  | Tiger Jim                  | 15 luglio 1964        |
| 4  | El Paso                    | 22 luglio 1964        |
| 5  | La busta rossa             | 29 luglio 1964        |
| 6  | Il segreto del tempio      | 5 agosto 1964         |
| 7  | Scalo a Benguela           | 12 agosto 1964        |
| 8  | L'isola dei serpenti       | 19 agosto 1964        |
| 9  | Il giaguaro nero           | 26 agosto 1964        |
| 10 | Il feticcio dei Mingo      | 2 settembre 1964      |
| 11 | Tamburi nella giungla      | 9 settembre 1964      |
| 12 | I mostri d'acciaio         | 16 settembre 1964     |
| 13 | Il cifrario segreto        | 23 settembre 1964     |
| 14 | Il drago bianco            | 30 settembre 1964     |
| 15 | Prigioniero                | 15 ottobre 1964       |
| 16 | La scimitarra d'argento    | 30 ottobre 1964       |
| 17 | Il padrone del mistero     | 15 novembre 1964      |
| 18 | La fumeria di Kin-Fo       | 30 novembre 1964      |
| 19 | La giunca tragica          | 15 dicembre 1964      |
| 20 | La gola della morte        | 30 dicembre 1964      |
| 21 | Nel covo del drago         | 15 gennaio 1965       |
| 22 | La trappola infernale      | 30 gennaio 1965       |
| 23 | La grande rivolta          | 15 febbraio 1965      |
| 24 | L'isola inaccessibile      | 28 febbraio 1965      |
| 25 | Il duca di Castiglia       | 15 marzo 1965         |
| 26 | L'attacco al fortino       | 30 marzo 1965         |
| 27 | L'antro degli spiriti      | 15 aprile 1965        |
| 28 | La fine del duca           | 30 aprile 1965        |
| 29 | Il cifrario segreto        | 15 maggio 1965        |
| 30 | L'aereo misterioso         | 30 maggio 1965        |
| 31 | Un fantasma a bordo        | 15 giugno 1965        |
| 32 | L'Isola di Pasqua          | 30 giugno 1965        |
| 33 | L'idolo d'acciaio          | 15 luglio 1965        |
| 34 | Scontro a Corpus Christi   | 30 luglio 1965        |
| 35 | La grotta del gorilla      | 15 agosto 1965        |
| 36 | Il grande Serafino         | 30 agosto 1965        |
| 37 | Uragano sul ranch          | 15 settembre 1965     |
| 38 | El Moro                    | 30 settembre 1965     |
| 39 | Attimi d'angoscia          | 15 ottobre 1965       |
| 40 | La fine di un avventuriero | 30 ottobre 1965       |

### Furio - Raccolta albi di Furio (1965-1966)
Furio o Raccolta albi di Furio raccolse l'intera serie della collana Furio in formato libretto del 1964 in 10 raccolte di 4 albi ciascuna per il costo di 150 lire ciascuno. In appendice vennero pubblicate 8 pagine di Lobo Kid.
Elenco albi
I volumi non riportano la data ma vennero pubblicati tra il 1965 e il 1966.
| N° | Titolo                |
| -- | --------------------- |
| 1  | El Paso               |
| 2  | L'isola dei serpenti  |
| 3  | Tamburi nella giungla |
| 4  | Il drago bianco       |
| 5  | La fumeria di Kin-Fo  |
| 6  | La grande rivolta     |
| 7  | L'antro degli spiriti |
| 8  | Il cifrario segreto   |
| 9  | L'idolo d'acciaio     |
| 10 | El Moro               |